# 聖吉爾斯
雅典的聖艾智德，新教譯為圣吉尔斯（拉丁語：Aegidius；约 650 – 约 710）是一名来自雅典的基督教圣人，十四救難聖人之一。

## 生平
他出生于雅典，传说是一名王子，曾在罗纳河河口和塞蒂马尼亚的嘉德河附近隐居。他曾去过阿尔勒，最后在尼姆附近的森林里归隐，唯一陪伴他的是一头雌鹿。他坚持素食。但一些传说故事也说他曾靠喝鹿奶为生。这头鹿曾被追赶它的萬巴王的猎人追赶、射伤，猎人也因此发现隐居的吉尔斯。万巴王为他建了一座修道院，即今圣吉尔斯的圣吉尔斯修道院。8世纪早期，圣吉尔斯在此逝世。